# Lambert-Saint Louis International Airport

i7
i11
i13
Der St. Louis Lambert International Airport (IATA-Code: STL, ICAO-Code: KSTL) ist der internationale Verkehrsflughafen der amerikanischen Großstadt St. Louis im US-Bundesstaat Missouri.

## Lage und Verkehrsanbindung
Der St. Louis Lambert International Airport befindet sich 18 Kilometer nordwestlich des Stadtzentrums von St. Louis. Die Passagierterminals verfügen über Anschlussstellen an der Interstate 70. Außerdem verläuft die Interstate 170 östlich des Flughafens. Des Weiteren verläuft die Interstate 270 westlich und nördlich des Flughafens. Der U.S. Highway 67 untertunnelt die westliche Start- und Landebahn 11/29 und kreuzt die Interstate 70.
Der St. Louis Lambert International Airport wird durch Busse und eine Light rail-Linie in den Öffentlichen Personennahverkehr eingebunden. Die MetroBus Route 49 fährt mehrere Haltestellen südlich des Flughafengeländes an. Außerdem verbindet die MetroLink Red Line beide Passagierterminals des Flughafens mit dem Stadtzentrum von St. Louis.

## Geschichte

### Kinloch Field
Anstelle des Flughafens befand sich früher ein Ballon-Startplatz mit der Bezeichnung Kinloch Field. Auf diesem Gelände absolvierte der ehemalige US-Präsident Theodore Roosevelt im Oktober 1910 seinen ersten Flug.

### Bau des Flughafens
Der Flughafen wurde 1920 von Albert Bond Lambert, einem Luftfahrtpionier und Veteranen des Ersten Weltkriegs, auf dem von ihm gepachteten Gelände des Ballon-Startplatzes erbaut. Anschließend ließ er andere Piloten den als St. Louis Flying Field bezeichneten Flughafen kostenlos nutzen. Im Jahr 1923 gründete die Missouri Air National Guard in St. Louis das 110th Observation Squadron. Im selben Jahr konnte Albert Bond Lambert St. Louis als Veranstaltungsort für ein internationales Luftrennen durchsetzen, daraufhin wurde der Flughafen in Lambert St. Louis Flying Field umbenannt. Bei diesem Luftrennen war auch Charles Lindbergh anwesend, der sich dazu entschied, in St. Louis als Fluglehrer zu arbeiten.
Als der Pachtvertrag 1925 auslief, kaufte Albert Bond Lambert das Gelände. Außerdem wurde in diesem Jahr auch eine Luftpostverbindung nach Chicago eingerichtet, auf diese geht auch American Airlines zurück. Charles Lindbergh wurde vom US Post Office auf der Strecke zum Chefpiloten ernannt. Im November 1927 wurde das Gelände der Stadt St. Louis für 68.000 US-Dollar zum Kauf angeboten, diese entschied sich jedoch vorerst dazu, den Flughafen nur zu pachten.  Am 7. Februar 1928 nahm die Stadtverwaltung das Angebot schließlich an. Damit wurde der Flughafen zumindest innerhalb der Vereinigten Staaten zum ersten Flughafen in Kommunaleigentum.

### Zweiter Weltkrieg
1939 wurde in St. Louis die McDonnell Aircraft Corporation gegründet. Während des Zweiten Weltkrieges diente der Flugplatz als Produktionsstätte für McDonnell Aircraft Corporation und die Curtiss-Wright Corporation. Insgesamt stellten diese Unternehmen während dieser Zeit mehr als 3.000 Militärflugzeuge her. Außerdem wurde in St. Louis 1941 eine Naval Air Station errichtet. Im selben Jahr wurde die Start- und Landebahn 6/24 gebaut.

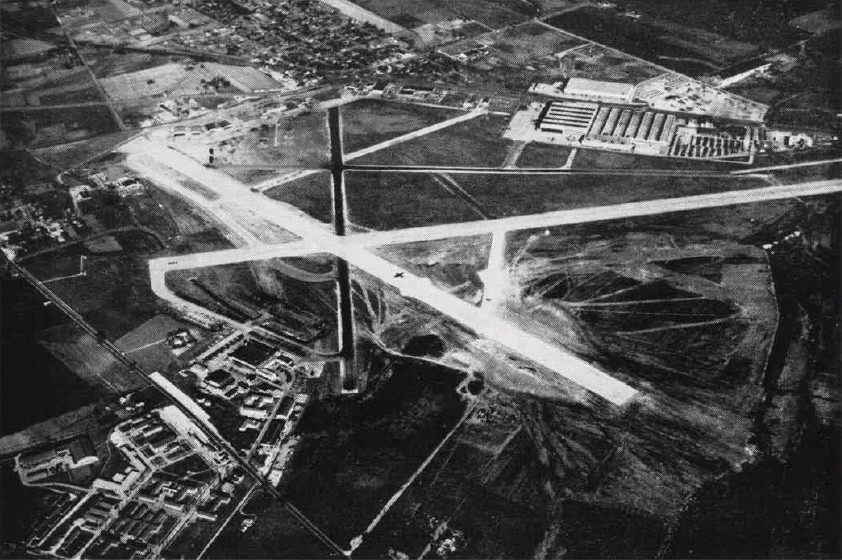
Der Flughafen in den 1940ern

Ab 1943 wurde die Naval Air Station zur Ausbildung von Piloten der US Navy und der Royal Navy genutzt. Im Folgejahr wurde das  110th Observation Squadron der Missouri Air National Guard in den Pazifikkrieg entsandt, Einsätze erfolgten unter anderem auf den Philippinen und auf Okinawa.

### Nachkriegszeit
Nach Kriegsende verkaufte Curtiss-Wright seine Fabrik an McDonnell. 1947 wurde erneut eine neue Start- und Landebahn fertiggestellt, heute trägt diese die Bezeichnung 12R/30L. 1950 nahm die Fluggesellschaft Ozark Air Lines in St. Louis den Betrieb auf. Das 110th Squadron der Missouri Air National Guard wurde 1951 nach Korea verlegt. Bereits 1953 wurde die Start- und Landebahn 12R/30L für den Betrieb von Jets verlängert.
Ein nach dem Zweiten Weltkrieg begonnener Umbau wurde 1956 abgeschlossen. Unter anderem erhielt der Flughafen ein neues Terminal mit drei Kuppeln, das von dem Architekten Minoru Yamasaki gestaltet wurde. Heute ist dieses das Hauptgebäude von Terminal 1. Zu Beginn verfügte das Terminal über die einstöckigen Concourses A, B und C. Zwei Jahre später, am 25. Mai 1958, startete die McDonnell F-4 in St. Louis zu ihrem Erstflug und wurde anschließend dort produziert.

### Jet-Zeitalter
Das Jet-Zeitalter begann in St. Louis im Jahr 1959, als die TWA die Boeing 707 in Dienst stellte. Im selben Jahr erhielt die McDonnell Aircraft Corporation den Zuschlag zum Bau des Mercury-Raumschiffs. Beim folgenden Gemini-Programm erhielt McDonnell ebenfalls den Zuschlag zum Bau des Gemini-Raumschiffs. Um den steigenden Passagierzahlen in den 60er Jahren gerecht zu werden, wurde der Flughafen um die parallele Start- und Landebahn12L/30R erweitert. Im Jahr 1965 wurde das Passagierterminal um eine baugleiche vierte Kuppel erweitert.
1966 stellte auch die Ozark Air Lines ihren ersten Jet, eine Douglas DC-9 in Dienst. 1967 fusionierten McDonnell und die Douglas Aircraft Company zu McDonnell Douglas.
Zu Beginn der 1970er-Jahre wurden die Concourses A und C abgerissen und durch zweistöckige Concourses mit Fluggastbrücken ersetzt. Im November 1971 erfolgte die Umbenennung des Flughafens in Lambert-St. Louis International Airport. Ab 1972 setzte TWA in St. Louis auch Großraumflugzeuge ein, anfangs waren dies vor allem die Boeing 747 und die Lockheed L-1011. Außerdem ging 1972 die F-15 Eagle in St. Louis in Produktion, 1978 folgten die F-18 Hornet und die AV-8 Harrier II. Die F-15 und die F-18 werden heute noch in deutlich weiterentwickelten Varianten in St. Louis hergestellt.
Ab 1982 baute Trans World Airlines St. Louis zu ihrem größten Drehkreuz aus. 1985 wurde der Concourse D eröffnet. Seit 1985 wird der Flughafen auch von Southwest Airlines angeflogen. 1986 wurde Ozark Air Lines von TWA übernommen. Das 110th Squadron der Missouri Air National Guard wurde 1991 mit F-15-Kampfjets ausgestattet. Zwei Jahre später erhielt der Flughafen mit der MetroLink eine Schienenanbindung an das Stadtzentrum von St. Louis. 1997 erfolgte die Übernahme von McDonnell Douglas durch Boeing IDS. 1997 wurde ein neuer Kontrollturm eröffnet. Bis 1998 erweiterte Southwest Airlines ihr Angebot deutlich, sodass die Fluggesellschaft in diesem Jahr ein eigenes Terminal mit ursprünglich zwölf Flugsteigen erhielt. Bis heute wird Terminal 2 vor allem von Southwest Airlines genutzt.

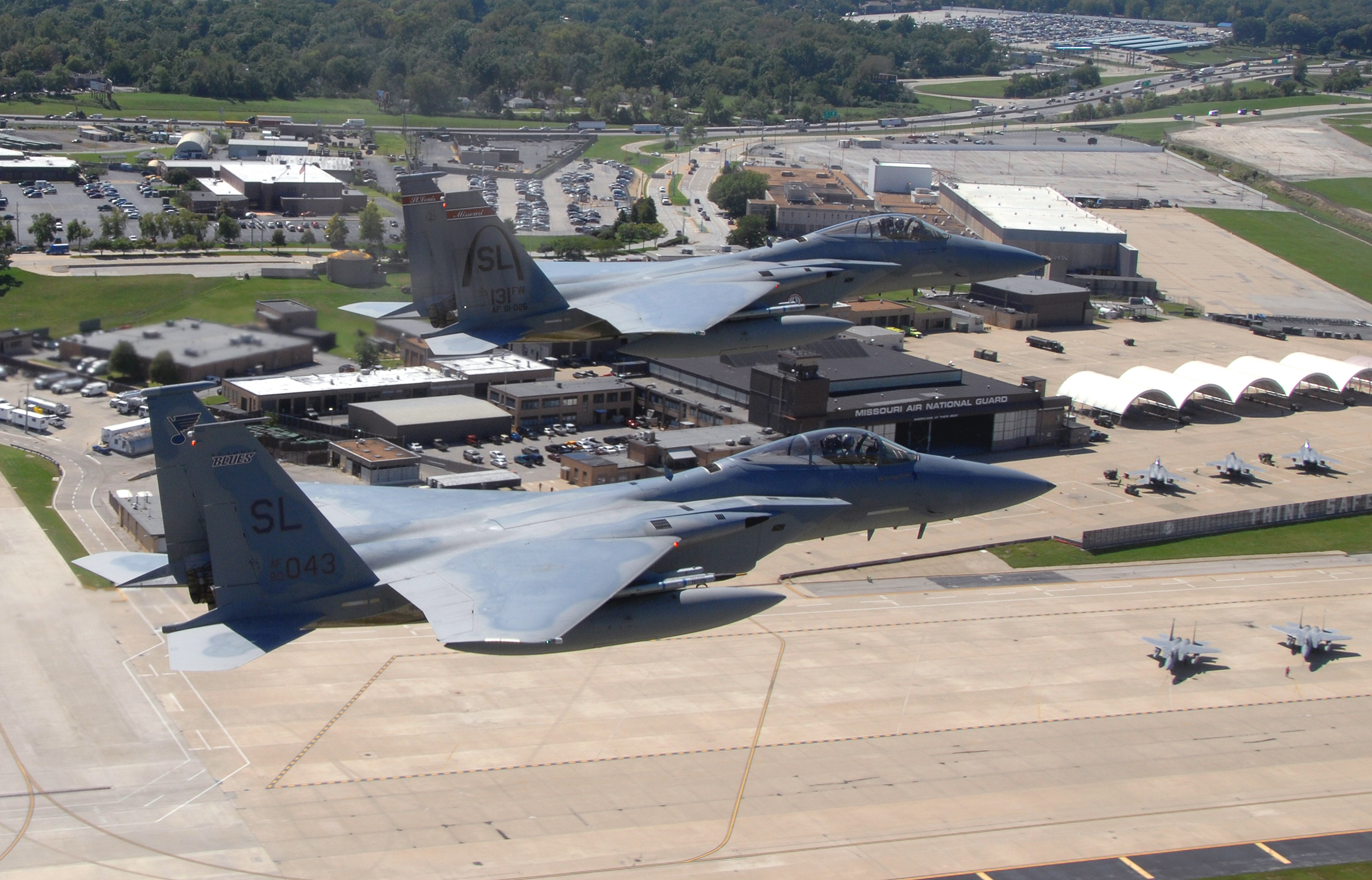
Zwei F-15 über der mittlerweile geschlossenen Militärbasis

In den 90er Jahren wurden unter der Bezeichnung W-1W umfangreiche Ausbauplanungen begonnen, der Ausbau wurde schließlich 1998 von der FAA genehmigt.

### Bedeutungsverlust
Die Umsetzung des W-1W-Projekts begann 2001. Die größte Baumaßnahme in dessen Rahmen war der Bau der Start- und Landebahn 11/29, die 2006 fertiggestellt wurde. Außerdem wurde TWA im Jahr 2001 von American Airlines übernommen. Infolge der Terroranschläge am 11. September 2001 mussten umfangreiche Sicherheitskontrollen eingeführt werden. Im Jahr 2003 schloss American Airlines ihr Drehkreuz in St. Louis. Um die Effizienz wieder zu steigern, begann 2007 ein umfangreicher Umbau am Terminal 1.
Nach 86 Jahren schloss die Missouri Air National Guard 2009 ihre Basis in St Louis mit der Verlegung der letzten F-15C zur Rosecrans Air National Guard Base. Im September desselben Jahres gab American Airlines bekannt, die Zahl der Flüge in St. Louis bis April 2010 erneut deutlich zu reduzieren.
Am 22. April 2011 wurde das Terminal 1 von einem Tornado schwer beschädigt. Der Flughafen konnte am nächsten Tag wieder eröffnet werden, jedoch dauerten die Reparaturen rund ein Jahr. 2013 führte die Solar Impulse einen USA-Überquerungsflug durch und legte dabei auch einen Zwischenstopp in St. Louis ein. Am 14. Februar 2017 erfolgte die Umbenennung in St. Louis Lambert International Airport.

## Flughafenanlagen

Flughafendiagramm

Der St. Louis Lambert International Airport ist mit vier Start-/Landebahnen und zwei Passagierterminals ausgestattet.

### Start- und Landebahnen
Von den vier Start- und Landebahnen sind drei parallel und eine als Querwindbahn angelegt. Die längste Start- und Landebahn trägt die Bezeichnung 12R/30L, ist 3359 Meter lang und 61 Meter breit. Die Start- und Landebahn 12L/30R ist 2744 Meter lang und 46 Meter breit. Die westliche Start- und Landebahn 11/29 ist 2744 Meter lang und 46 Meter breit. Sie wurde ab 2001 im Rahmen des W-1W-Projekts errichtet und im April 2006 als letzte Start- und Landebahn eröffnet. Die Querwindbahn 06/24 ist 2319 Meter lang und 46 Meter breit. Alle Start- und Landebahnen sind mit einem Betonbelag ausgestattet. Die Landebahnen 11, 12L und 30R sind mit CAT III-Instrumentenlandesystemen ausgestattet, bei den anderen Landebahnen entspricht es der Kategorie CAT I.

### Terminals

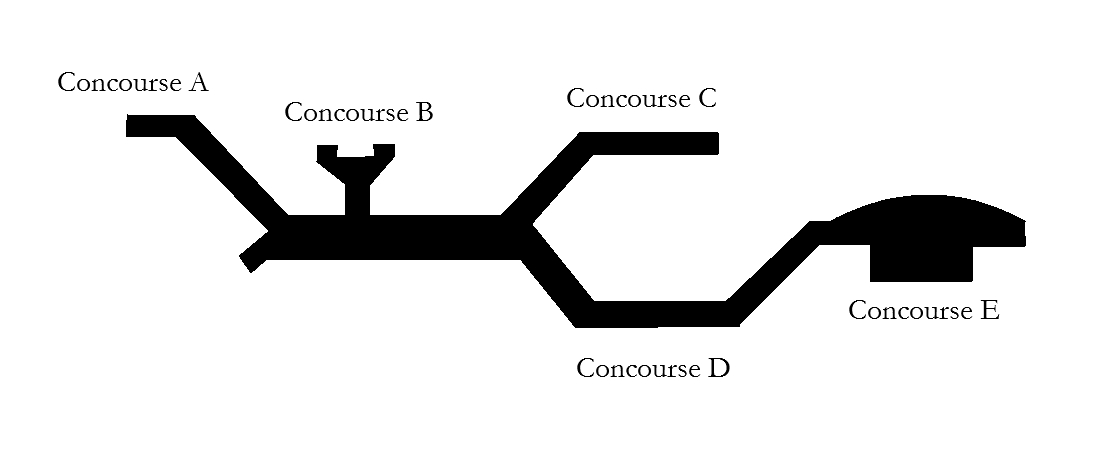
Flughafenterminals

Die zwei baulich miteinander verbundenen Passagierterminals verfügen über insgesamt fünf Concourses. Aufgrund des seit dem Jahr 2000 stark gesunkenen Fluggastaufkommens werden nur drei Concourses von Fluggesellschaften genutzt. Außerdem waren im Jahr 2023 lediglich 44 von 86 Flugsteigen an bestimmte Fluggesellschaften vermietet, 32 waren vakant. Beide Terminals verfügen über Stationen an der MetroLink Red Line, diese Linie endet an der Station in Terminal 1.
Es ist geplant, die beiden Terminals durch ein einzelnes Terminal zu ersetzen. Es soll am Standort des Terminals 1 errichtet werden und dessen vier Kuppeln beibehalten.

#### Terminal 1

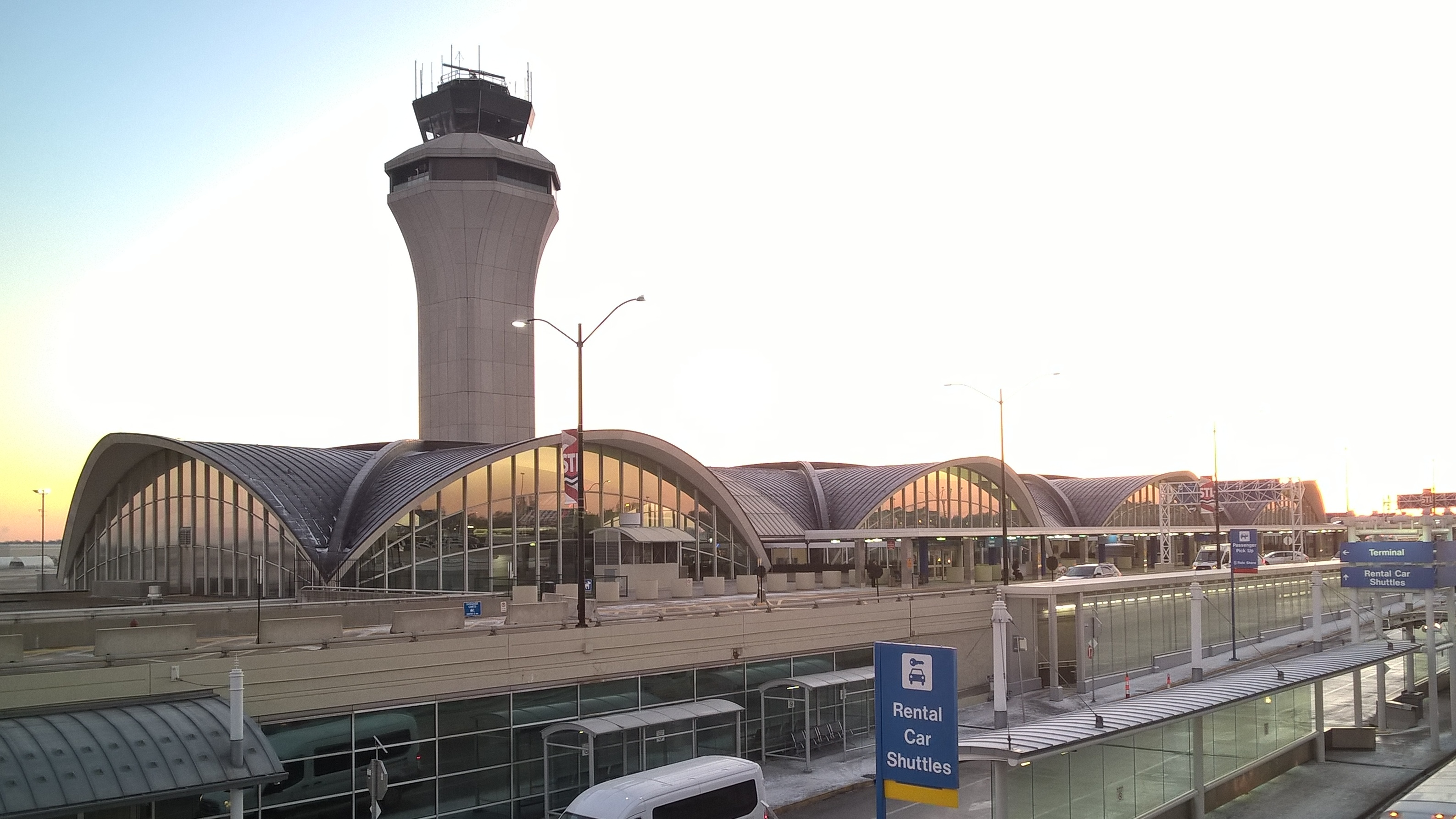
Terminal 1 mit dem Kontrollturm

Das ursprünglich 1956 eröffnete Terminal 1 besteht aus den vier Concourses A, B, C und D. Allerdings werden nur die Concourses A und C von Fluggesellschaften genutzt. Der Concourse A hat 14 nutzbare Flugsteige mit Fluggastbrücken. Ein weiterer Flugsteig wird nicht genutzt, die Fluggastbrücke wurde entfernt. Der Concourse B verfügt über zehn Flugsteige. Er ist jedoch vollständig für den Flugbetrieb geschlossen, die Fluggastbrücke wurden entfernt. Der Concourse C verfügt über zwölf nutzbare Flugsteige mit Fluggastbrücken, zudem befinden sich am Concourse zehn Parkpositionen für kleinere Flugzeuge. Weitere Flugsteige sind geschlossen, teilweise wurden die Fluggastbrücken entfernt. Der Concourse D ist heute ebenfalls vollständig für den Flugbetrieb geschlossen. Vier Flugsteige wurden dem Concourse E beziehungsweise Terminal 2 zugeordnet.
In Concourse A werden die Flüge von Air Canada, Avelo Airlines, Delta Air Lines und United Airlines abgefertigt. In Concourse C werden die Flüge von Alaska Airlines, American Airlines, Frontier Airlines, Southern Airways Express und Spirit Airlines abgefertigt. Charterflüge können in beiden Concourses abgefertigt werden.

#### Terminal 2
Das 1998 eröffnete Terminal 2 besteht aus dem Concourse E, in diesem werden Flüge von Southwest Airlines und internationale Ankünfte, vor allem Flüge der Lufthansa, abgefertigt. Der Concourse E verfügt über 14 Flugsteige mit Fluggastbrücken. Vier Flugsteige gehörten ursprünglich zum Concourse D.

### Sonstige Einrichtungen
Der 1997 eröffnete Kontrollturm grenzt direkt an das Hauptgebäude von Terminal 1 und den Concourse B an.
Boeing stellt am St. Louis Lambert International Airport Flugzeuge der Typen F-15, F/A-18, T-7 sowie die Drohne MQ-25 her.

## Fluggesellschaften und Ziele
Der St. Louis Lambert International Airport wird von elf Fluggesellschaften genutzt. Den größten Marktanteil bei den Passagieren hatte im Jahr 2023 Southwest Airlines mit 62,1 Prozent, gefolgt von American Airlines mit 13,9 Prozent, Delta Air Lines mit 10,1 Prozent, United Airlines mit 6,5 Prozent und Frontier Airlines mit 3,9 Prozent.
Es werden 67 Ziele in den Vereinigten Staaten bedient, darunter befinden sich vor allem die Drehkreuze der einzelnen Fluggesellschaften. Zusätzlich werden fünf internationale Ziele in Nordamerika und ein internationales Ziel in Europa angeboten. Seit Juni 2022 wird eine Verbindung von Frankfurt nach St. Louis angeboten.

## Verkehrszahlen
Der St. Louis Lambert International Airport lag im Jahr 2023 bei den Passagieren auf Platz 34 in den Vereinigten Staaten. Jedoch hat der Flughafen innerhalb der letzten 15 Jahre erheblich an Bedeutung verloren, nachdem er im Jahr 2000 mit mehr als 30 Millionen Passagieren noch zu den größten Flughäfen der Welt gehörte. Einer der Hauptgründe hierfür war die Insolvenz der TWA und der anschließende Übernahme durch American Airlines. TWA hatte seinen Firmensitz in St. Louis und benutzte den Flughafen als wichtigstes Drehkreuz. American verlegte bald nach der Übernahme diese Funktion zu ihrem Drehkreuz nach Chicago. Heute ist Southwest Airlines die mit Abstand größte Fluggesellschaft am St. Louis Lambert International Airport.

### Entwicklung der Verkehrszahlen
| Verkehrszahlen des St. Louis Lambert International Airport 1985–2023 | Verkehrszahlen des St. Louis Lambert International Airport 1985–2023 | Verkehrszahlen des St. Louis Lambert International Airport 1985–2023 | Verkehrszahlen des St. Louis Lambert International Airport 1985–2023 |
| Jahr                                                                 | Fluggast- aufkommen                                                  | Flugbewegungen                                                       | Luftfracht (Tonnen)                                                  |
| -------------------------------------------------------------------- | -------------------------------------------------------------------- | -------------------------------------------------------------------- | -------------------------------------------------------------------- |
| 2023                                                                 | 14.886.000                                                           | 72.318                                                               | 162.113                                                              |
| 2022                                                                 | 13.665.517                                                           | 89.124                                                               | 157.517                                                              |
| 2021                                                                 | 10.351.533                                                           | 106.929                                                              | 137.701                                                              |
| 2020                                                                 | 6.302.402                                                            | 83.827                                                               | 125.038                                                              |
| 2019                                                                 | 15.878.527                                                           | 71.932                                                               | 193.925                                                              |
| 2018                                                                 | 15.632.586                                                           | 67.422                                                               | 194.302                                                              |
| 2017                                                                 | 14.767.582                                                           | 196.405                                                              | 65.412                                                               |
| 2016                                                                 | 13.959.126                                                           | 190.560                                                              | 63.891                                                               |
| 2015                                                                 | 12.752.331                                                           | 185.865                                                              | 56.973                                                               |
| 2014                                                                 | 12.384.015                                                           | 183.920                                                              | 58.958                                                               |
| 2013                                                                 | 12.570.128                                                           | 188.273                                                              | 64.557                                                               |
| 2012                                                                 | 12.688.726                                                           | 190.942                                                              | 69.210                                                               |
| 2011                                                                 | 12.526.150                                                           | 189.950                                                              | 69.576                                                               |
| 2010                                                                 | 12.331.426                                                           | 170.175                                                              | 68.690                                                               |
| 2009                                                                 | 12.796.302                                                           | 209.057                                                              | 74.169                                                               |
| 2008                                                                 | 14.431.471                                                           | 247.617                                                              | 86.156                                                               |
| 2007                                                                 | 15.384.557                                                           | 254.302                                                              | 83.251                                                               |
| 2006                                                                 | 15.205.944                                                           | 272.585                                                              | 85.551                                                               |
| 2005                                                                 | 14.697.263                                                           | 288.091                                                              | 101.241                                                              |
| 2004                                                                 | 13.396.028                                                           | 283.647                                                              | 103.854                                                              |
| 2003                                                                 | 20.431.132                                                           | 324.210                                                              | 115.574                                                              |
| 2002                                                                 | 25.626.114                                                           | 437.117                                                              | 129.114                                                              |
| 2001                                                                 | 26.695.019                                                           | 474.161                                                              | 122.184                                                              |
| 2000                                                                 | 30.558.991                                                           | 481.025                                                              | 130.487                                                              |
| 1999                                                                 | 30.188.973                                                           | 502.865                                                              | 131.145                                                              |
| 1998                                                                 | 28.700.622                                                           | 502.979                                                              | 134.437                                                              |
| 1997                                                                 | 27.661.144                                                           | 516.889                                                              | –                                                                    |
| 1996                                                                 | 27.274.846                                                           | 513.849                                                              | –                                                                    |
| 1995                                                                 | 25.719.351                                                           | 519.156                                                              | –                                                                    |
| 1994                                                                 | 23.362.671                                                           | 479.943                                                              | –                                                                    |
| 1993                                                                 | 19.923.774                                                           | 453.268                                                              | –                                                                    |
| 1992                                                                 | 20.984.782                                                           | 427.755                                                              | –                                                                    |
| 1991                                                                 | 19.151.278                                                           | 413.212                                                              | –                                                                    |
| 1990                                                                 | 20.065.737                                                           | 439.002                                                              | –                                                                    |
| 1989                                                                 | 20.015.015                                                           | 428.875                                                              | –                                                                    |
| 1988                                                                 | 20.170.060                                                           | 432.515                                                              | –                                                                    |
| 1987                                                                 | 20.362.606                                                           | 419.234                                                              | –                                                                    |
| 1986                                                                 | 20.352.383                                                           | 458.293                                                              | –                                                                    |
| 1985                                                                 | 19.942.401                                                           | 428.032                                                              | –                                                                    |

### Verkehrsreichste Strecken
| Rang | Stadt                        | Passagiere | Fluggesellschaft              |
| ---- | ---------------------------- | ---------- | ----------------------------- |
| 01   | Denver, Colorado             | 494.200    | Frontier, Southwest, United   |
| 02   | Atlanta, Georgia             | 449.160    | Delta, Southwest              |
| 03   | Orlando, Florida             | 342.850    | Frontier, Southwest, Spirit   |
| 04   | New York–LaGuardia, New York | 311.800    | American, Delta, Southwest    |
| 05   | Las Vegas, Nevada            | 291.210    | Frontier, Southwest, Spirit   |
| 06   | Phoenix–Sky Harbor, Arizona  | 249.990    | American, Frontier, Southwest |
| 07   | Dallas/Fort Worth, Texas     | 245.720    | American, Frontier            |
| 08   | Chicago–O’Hare, Illinois     | 244.960    | American, United              |
| 09   | Charlotte, North Carolina    | 242.340    | American, Southwest           |
| 10   | Dallas–Love, Texas           | 229.640    | Southwest                     |

## Zwischenfälle
- Am 1. August 1943 stürzte ein Lastensegler des Typs Waco CG-4A (Luftfahrzeugkennzeichen 42-78839) der United States Army Air Forces (USAAF) bei einer Flugvorführung auf dem Militärflugplatz Saint Louis-Lambert Field vor Publikum ab und wurde zerstört. Beide Piloten sowie 8 VIP-Gäste, darunter der Bürgermeister der Stadt St. Louis, wurden dabei getötet. Ursache war ein Bruch der Aufnahme des Haltebolzens an der Tragflächenverstrebung auf Grund von Fertigungsfehlern (siehe auch Absturz eines Lastenseglers am 1. August 1943 in St. Louis).[28]
- Am 28. Februar 1966 verunglückten die beiden Astronauten Elliot See und Charles Bassett bei einem Landeanflug mit ihrer Northrop T-38A-15-NO tödlich, nachdem sie das McDonnell Gebäude 101 auf dem Flughafengelände gestreift hatten.[29] Geplant war ein zweiwöchiger Aufenthalt zur Vorbereitung ihres ursprünglich für Mai 1966 geplanten Raumfluges mit Gemini 9. Das Raumschiff befand sich im Gebäude 101 in der Endfertigung.